# Symra, ein tylft med visor o rim
Symra, ein tylft med visor o rim is een liederencyclus gecomponeerd door Christian Sinding. 
In 1863 kwam een anonieme dichtbundel op de markt genaamd Symra (Anemoon). De dichter Ivar Aasen probeerde daarmee teksten in het Nynorsk op rijm te krijgen. Een twaalftal jaar later verscheen de officiële uitgave, nu met vermelding van Aasen op de kaft. Aasen schreef niet alleen teksten op rijm, maar voorzag ze ook van melodie (1875). Sinding schreef in 1896 zijn twaalftal, waarbij hij de melodie van Aasen losliet. Tylft is een oud-noorse term voor dozijn, maar dan specifiek voor bloemen, bomen etc. Door de teksten van Aasen te gebruiken, steunde Sinding wellicht Aasen in zijn poging het Nynorsk te promoten, terwijl hij het tot dan toe omschreef als een taal, die niemand zou begrijpen. Bokken Lasson zong de eerste drie van de liederen tijdens een concert in het Brodene Hals's Koncertsal. De liederen waren redelijk populair, ze werden voorzien van varianten in het Deens, Duits en Engels,
De liederen die Sinding uitzocht waren:
1. Kom med visor/Fyrestev – allegretto
2. Heppen van der  – andantino
3. Symra/Fyrestev  – andante
4. Eg heve freistat  - andante
5. Dei gamle fjell  - andante
6. Hugen  - andantino
7. Saknad  - andantino
8. Elskugs-kvæde  – con sentimento
9. Livet  - andante
10. Til lags sat alle kam ingen giera/Etterstev  - allegretto
11. Ein fær no høyra so mange griller/Etterstev   - andante
12. D’er brotne kvistar  - andantino